# 豊橋閣日進禅寺
豊橋閣日進禅寺（ほうきょうかくにっしんぜんじ）は、愛知県豊橋市新吉町9番地にある曹洞宗寿昌派温恭系の寺院。

## 概要
通称は日進禅寺（にっしんぜんじ）や日進院（にっしんいん）。本尊仏は釈迦三尊像。

## 歴史
1945年（昭和20年）6月19日夜半の豊橋空襲で、本尊の勢至菩薩像と本堂を焼失した。現在の伽藍は戦後に再興したものである。

## 境内
本堂にステンドグラスがあるのは寺院としては珍しいとされる。ステンドグラスには三仏忌（釈迦の降誕・成道・涅槃）が描かれている。公式ウェブサイトは常に『工事中』であり、鋭意製作中である。
- へいわ聖観音
- 愚痴聞き石仏
- 梵鐘 - 「平安の鐘」と呼ばれる。

## 離檀金
墓を移転するなどして檀信徒から褫奪する場合は離檀金（離檀布施）50万円を支払う（喜捨）必要がある。

## 主な檀信徒
2016年（平成28年）時点の檀信徒数は3318人。
- 三上元 - 湖西市長。[2]

## 交通アクセス
- 豊橋鉄道東田本線 札木停留場から徒歩で約3分。
- 豊鉄バス「新川」バス停から徒歩で約5分。